# العلاقات الغواتيمالية المالاوية
العلاقات الغواتيمالية المالاوية هي العلاقات الثنائية التي تجمع بين غواتيمالا ومالاوي.

## مقارنة بين البلدين
هذه مقارنة عامة ومرجعية للدولتين:
| وجه المقارنة                                              | غواتيمالا       | مالاوي                     |
| --------------------------------------------------------- | --------------- | -------------------------- |
| المساحة (كم2)                                             | 108.89 ألف      | 118.48 ألف                 |
| عدد السكان (نسمة)                                         | 17.26 مليون     | 18.62 مليون                |
| الكثافة السكانية (ن./كم²)                                 | 158.51          | 157.16                     |
| العاصمة                                                   | غواتيمالا       | ليلونغوي، زومبا            |
| اللغة الرسمية                                             | اللغة الإسبانية | لغة إنجليزية، لغة الشيشيوا |
| العملة                                                    | كتزال غواتيمالي | كواشا ملاوية               |
| الناتج المحلي الإجمالي (بليون دولار)                      | 75.62 مليار     | 6.30 مليار                 |
| الناتج المحلي الإجمالي (تعادل القوة الشرائية) بليون دولار | 126.21 مليار    | 22.43 مليار                |
| الناتج المحلي الإجمالي الاسمي للفرد دولار أمريكي          | 3.90 ألف        | 338                        |
| الناتج المحلي الإجمالي للفرد دولار أمريكي                 | 7.45 ألف        | 1.20 ألف                   |
| مؤشر التنمية البشرية                                      | 0.627           | 0.445                      |
| رمز المكالمات الدولي                                      | +502            | +265                       |
| رمز الإنترنت                                              | .gt             | .mw                        |
| المنطقة الزمنية                                           | 00              | ت ع م+02:00                |

## منظمات دولية مشتركة
يشترك البلدان في عضوية مجموعة من المنظمات الدولية، منها:
| علم المنظمة | اسم المنظمة                               | تاريخ انضمام غواتيمالا | تاريخ انضمام مالاوي |
| ----------- | ----------------------------------------- | ---------------------- | ------------------- |
|             | مؤسسة التنمية الدولية                     | 27 أبريل 1961          | 19 يوليو 1965       |
|             | يونسكو                                    | 2 يناير 1950           | 27 أكتوبر 1964      |
|             | وكالة ضمان الاستثمار متعدد الأطراف        | 11 يوليو 1996          | 12 أبريل 1988       |
|             | الأمم المتحدة                             | 21 نوفمبر 1945         | 1 ديسمبر 1964       |
|             | الاتحاد البريدي العالمي                   | ?                      | ?                   |
|             | البنك الدولي للإنشاء والتعمير             | 28 ديسمبر 1945         | 19 يوليو 1965       |
|             | الاتحاد الدولي للاتصالات                  | 10 يوليو 1914          | 19 فبراير 1965      |
|             | منظمة حظر الأسلحة الكيميائية              | ?                      | ?                   |
|             | مؤسسة التمويل الدولية                     | 20 يوليو 1956          | 19 يوليو 1965       |
|             | المركز الدولي لتسوية المنازعات الاستشارية | 20 فبراير 2003         | 14 أكتوبر 1966      |
|             | منظمة التجارة العالمية                    | ?                      | ?                   |
|             | منظمة الشرطة الجنائية الدولية             | ?                      | ?                   |

## وصلات خارجية
- موقع وزارة الخارجية الغواتيمالية